# Dixon, New Mexico
Dixon är en ort i Rio Arriba County i delstaten New Mexico, USA.